# Jovan Rašković

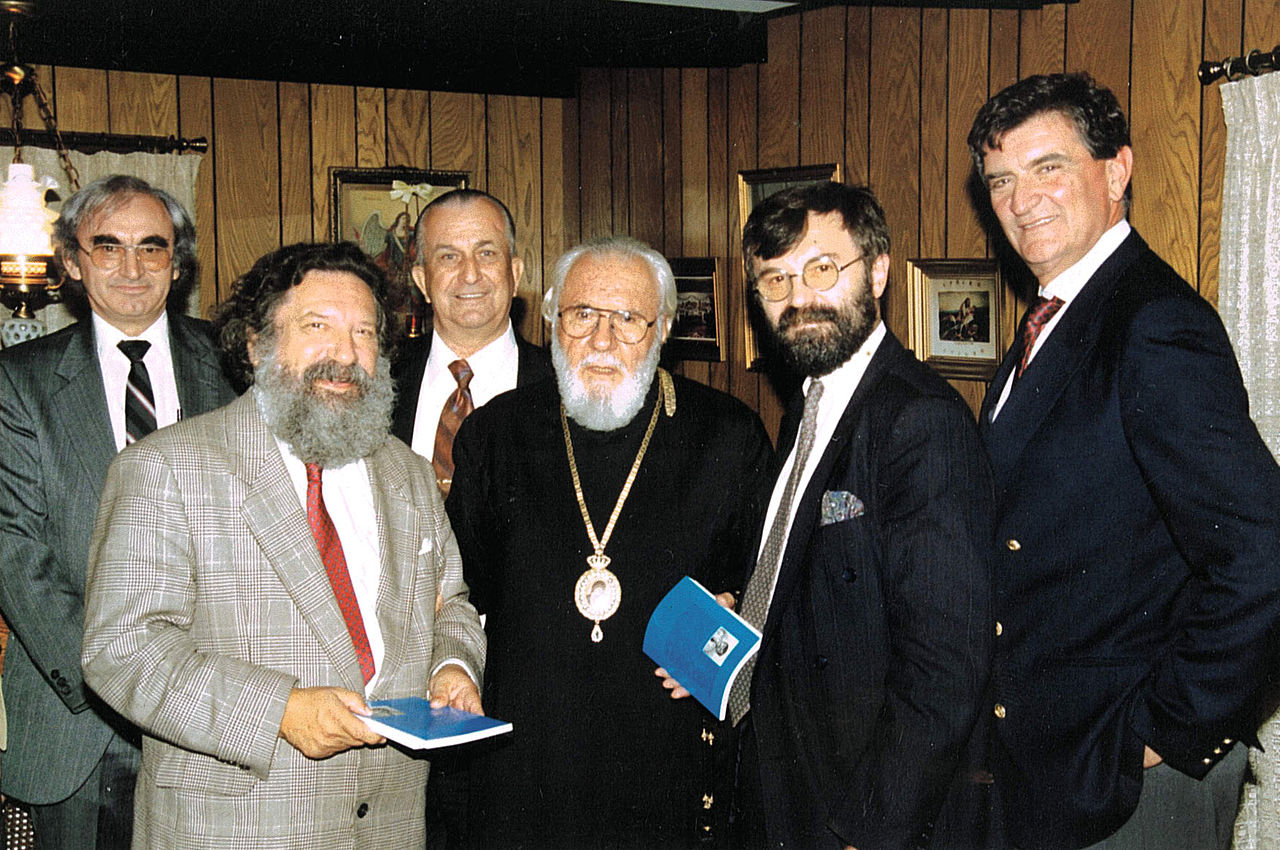
Jovan Raskovic (links, mit Bart) in Chicago

Jovan Rašković (serbisch Јован Рашковић; * 5. Juli 1929 in Knin, Königreich der Serben, Kroaten und Slowenen; † 28. Juli 1992 in Belgrad, Jugoslawien) war ein jugoslawischer Psychiater und Politiker. Er war Mitglied der Serbischen Akademie der Wissenschaften und Künste (SANU) und Gründer der Serbischen Demokratischen Partei (in Kroatien) im Juli 1990.
Er zählte zu den Mitbegründern des Forschungsinstituts für Neurophysiologie in Ljubljana und war als Professor in Zagreb und Ljubljana sowie als Gastprofessor an verschiedenen europäischen Universitäten tätig.
Raskovic war auf Gruppenpsychologie und Paranoia spezialisiert und gilt als Mentor des bosnischen Serbenführers Radovan Karadžić.
In seinem 1990 erschienenen Buch Luda zemlja („Verrücktes Land“) verbreitete Raskovic Hass und Vorurteile gegen Kroaten und bosnische Muslime. Dabei beschrieb er die bosnischen Muslime als in ihrer „analen Phase“ fixiert und Kroaten als „niedrige Kastraten“. Er argumentierte, dass die Serben aufgrund dieser Eigenschaften den Kroaten und bosnischen Muslimen überlegen seien. Deswegen hätten sie das Recht, Autorität und Führerschaft auszuüben und über das Volk von Jugoslawien zu herrschen.